# لبود خروعي
اللَّبُودُ الخِرْوَعِيّ أو قراد الحيوانات (Ixodes ricinus) أو قراد بزر الخروع (بالإنجليزية: castor bean tick)‏ هو أبرز أنواع القراد الصلب المنتشر في أوروبا. قد يصل طولها إلى 11 ملم عندما تكون محتقنة بالدم. ينقل العديد من البكتيريا والفيروسات المسببة للأمراض مثل داء لايم والتهاب الدماغ المحمول بالقراد.

## الانتشار
ينتشر اللبود الخروعي في أوروبا وشمال أفريقيا والشرق الأوسط، ويمتد الانتشار حتى أيسلندا وروسيا. أما امتداده في الشمال فيبدو أنه يتحدد بالبيئة ودرجات الحرارة.

## الأمراض المنقولة
ينقل اللبود الخروعي عددا من الأمراض في أنواع مختلفة من الثدييات. يمكن أن تصاب الكلاب بداء لايم عن طريق انتقال ملتويات بكتيرية مثل بوريليا برغدورفيرية وبوريليا أفزلية وبوريليا غارينية.
أما الأبقار فتصاب بالإمراض التالية:
- داء البابسيات عن طريق انتقال بابسية بقرية أو بابسية متباعدة أو بابسية غنمية
- داء لايم بواسطة انتقال بوريليا برغدورفيرية
- تقيح دم الغنم القرادي عن طريق الإصابة بالمكورات العنقودية الذهبية
- حمى البقر المنقولة بالقراد عن طريق الإصابة بأنابلازما محبة للبلعمة
- حمى كيو عن طريق الإصابة بكوكسيلة بورنيتية
- الحمى البرعمية عن طريق الإصابة بريكتسية كونورية
- انتقال بكتريا أنابلازما حافوية

أما في الخيول فتصاب بالأمراض التالية:
- داء لايم بواسطة انتقال بوريليا برغدورفيرية
- الداء القفزي

أما البشر فيمكن أن يصابوا بداء لايم وحمى كيو والداء القفزي والتهاب الدماغ المحمول بالقراد.

## روابط أخرى
- قالب:روابط شقيقة مضمن